# 1353年
| 千纪： | 2千纪 |
| 世纪： | 13世纪 \| 14世纪 \| 15世纪                                                                                 |
| 年代： | 1320年代 \| 1330年代 \| 1340年代 \| 1350年代 \| 1360年代 \| 1370年代 \| 1380年代                           |
| 年份： | 1348年 \| 1349年 \| 1350年 \| 1351年 \| 1352年 \| 1353年 \| 1354年 \| 1355年 \| 1356年 \| 1357年 \| 1358年 |
| 纪年： | 癸巳年（蛇年）；元至正十三年；徐壽輝治平三年；越南紹豐十三年；日本南朝正平八年，北朝文和二年               |

## 大事记
- 中國
  - 元朝泰州張士誠其弟張士義、張士德、張士信與鹽販李伯升等十八人起兵反元，不久便攻下泰州、興化、高郵等江北重鎮。
  - 朱元璋攻克滁州。
  - 元朝圍剿徐壽輝，蘄水（湖北浠水）失陷，彭瑩玉戰死，鄒普勝、徐壽輝突圍。
  - 愛猷識理答臘被元順帝封為太子。
- 俄罗斯
  - 伊凡二世继位莫斯科大公與弗拉基米爾大公。
- 寮國
  - 瀾滄王國建立，為寮國歷史上第一個統一國家。
- 西亞
  - 伊兒汗國分裂成卡爾提德王朝、莫扎法爾王朝、札剌亦兒王朝和丘拜尼王朝。

## 逝世
- 彭莹玉，元朝民變領袖，南派紅巾軍的開山始祖。
- 賈魯，元朝河防大臣、水利專家，官至中書左丞。
- 謝苗一世，莫斯科大公與弗拉基米爾大公，伊凡一世的長子，伊凡二世之兄。